# Kajor
Kajor (Coloeus) är ett fågelsläkte i familjen kråkfåglar inom ordningen tättingar: Släktet omfattar endast två arter som förekommer från Europa och nordvästra Afrika till södra Sibirien, Mongoliet, norra Kina och sydöstra Tibet:
- Klippkaja (C. dauuricus)
- Kaja (C. monedula)

Kajorna placerades tidigare i släktet Corvus tillsammans med många övriga kråkfåglar. Efter flera DNA-studier som visar att även om de står närmast kråkorna är de relativt avlägset släkt, och utgör en systergrupp till Corvus. De skiljer sig även markant vad gäller läten. På grund av detta förs de idag till ett eget släkte..